# Setjou (grand prêtre de Ptah)
Setjou est un grand prêtre de Ptah de l'Ancien Empire. Aucun document le concernant ne portant de cartouches royaux pouvant préciser le règne ou les règnes successifs sous lesquels il exerça la plus haute fonction sacerdotale de Memphis, sa place dans la longue série de dignitaires qui s'y succédèrent est déduite à partir du style de vestiges découverts à Saqqarah pour la plupart, ainsi que par l'analyse de ses titres.
Outre celui de plus grands des chefs des artisans, titre caractérisant sa fonction de grand prêtre, Setjou portait également des titres le rattachant à des fonctions religieuses tels que :
- Prophète de Ptah ;
- Prophète de Sokar.

## Généalogie
Plusieurs objets portent le nom de Setjou ainsi qu'un groupe statuaire le représentant en compagnie de son épouse. Le nom de cette dernière, mutilé sur ce document, s'achève par le signe ka.
Une stèle conservée au Musée de Naples représente la famille d'un Setjou figuré avec son épouse dont le nom Khentetka se termine de la même manière. Si la stèle ne mentionne pas la fonction de grand prêtre de Ptah, l'étude des titres de ce Setjou le rattache au haut clergé memphite. Il se pourrait donc que cette stèle ait été réalisée avant l'accession du dignitaire à cette fonction.
Selon Charles Maystre l'analyse des titres du grand prêtre par comparaison avec ceux d'autres grands pontifes, pourrait indiquer que Setjou était un contemporain du début de la carrière de Ptahchepsès Ier. Peut être même qu'il lui est antérieur ce qui le placerait à la IVe dynastie, probablement sous le règne de Mykérinos. Dans ce cas il serait l'un des plus anciens grands prêtres de Ptah connu à ce jour.

## Sépulture
Auguste Mariette a mis au jour deux tombes appartenant à des Setjou dont l'une pourrait être celle du grand prêtre. Le style architectural de ces monuments ainsi que l'agencement des pièces de culte sur leurs façades orientales, les placent à IVe ou au tout début de la Ve dynastie. Sommairement fouillés après leur identification, les objets qu'ils contenaient ont été depuis transférés au Musée égyptien du Caire.